# Ая, Масуми
Масуми Ая (яп. 綾 真澄; род. 1980, Кагава) — японская легкоатлетка, специалистка по метанию молота. Выступала за сборную Японии по лёгкой атлетике в 1999—2014 годах, чемпионка Азии, обладательница двух бронзовых медалей Азиатских игр, многократная чемпионка и призёрка первенств национального значения.

## Биография
Масуми Ая родилась 1 января 1980 года в префектуре Кагава, Япония.
Впервые заявила о себе в лёгкой атлетике на международной арене в сезоне 1999 года, когда вошла в состав японской национальной сборной и побывала на юниорском азиатском первенстве в Сингапуре, откуда привезла награду серебряного достоинства, выигранную в метании молота.
В 2000 году в той же дисциплине выиграла бронзовую медаль на чемпионате Азии в Джакарте.
В 2001 году впервые стала чемпионкой Японии в метании молота, взяла бронзу на домашних Восточноазиатских играх в Осаке, отметилась выступлением на чемпионате мира в Эдмонтоне, где с результатом 58,84 метра не смогла преодолеть предварительный квалификационный этап.
На Азиатских играх 2002 года в Пусане стала бронзовой призёркой в своей дисциплине.
В 2003 году получила бронзу на чемпионате Азии в Маниле, метала молот на чемпионате мира в Париже.
После некоторого перерыва в 2006 году Ая вернулась в основной состав японской национальной сборной и продолжила принимать участие крупнейших международных стартах. Так, в этом сезоне на соревнованиях в Тояме она установила свой личный рекорд в метании молота — 67,26 метра, тогда как на Азиатских играх в Дохе добавила в послужной список ещё одну награду бронзового достоинства.
В 2007 году с результатом 62,68 метра выступила на домашнем чемпионате мира в Осаке.
В 2009 году стала серебряной призёркой на Восточноазиатских играх в Гонконге.
В 2011 году одержала победу на домашнем чемпионате Азии в Кобе, участвовала в чемпионате мира в Тэгу.
На чемпионате Азии 2013 года в Пуне выиграла бронзовую медаль.
В 2014 году стала четвёртой на Азиатских играх в Инчхоне.
Впоследствии оставалась действующей спортсменкой вплоть до 2016 года, хотя в последнее время уже не показывала сколько-нибудь значимых результатов на международном уровне.